# Арминский (лунный кратер)
Кратер Арминский (лат. Armiński) — ударный кратер, расположенный на обратной стороне Луны. Название дано в честь польского астронома Францишека Арминского (1789—1848) и утверждено Международным астрономическим союзом в 1976 г.

## Описание кратера

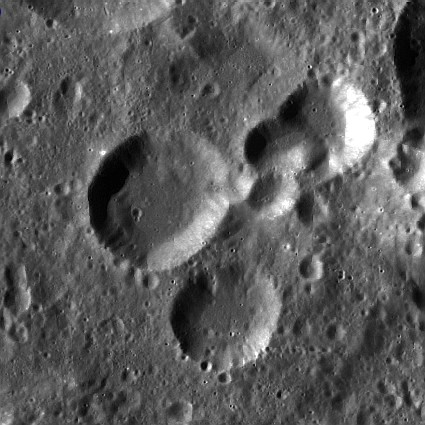
Кратер Арминский. Снимок зонда Lunar Reconnaissance Orbiter.

Ближайшими соседями кратера являются гигантский кратер Гагарин на юго-западе (его вал находится на расстоянии около 60 км); кратер Бейеринк на северо-западе и кратер Сирано на юго-востоке. Селенографические координаты центра кратера 16°22′ ю. ш. 154°13′ в. д. / 16,36° ю. ш. 154,22° в. д., диаметр 27 км, глубина 1,9 км.

Кратер имеет слегка овальную, вытянутую на северо-восток форму. Высота вала над окружающей местностью составляет 870 м, объем кратера приблизительно 440 км³. Дно чаши кратера сравнительно ровное, с небольшим кратером в западной части чаши, центральный пик отсутствует. В северо-восточной части кратера есть следы обрушения.

## Сателлитные кратеры

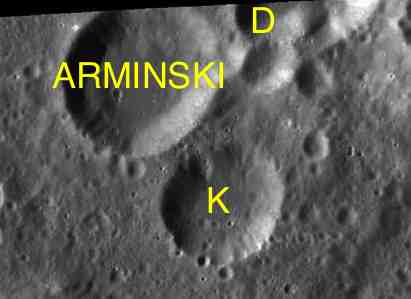
Снимок Девида Кемпбелла.

| Арминский | Координаты                                              | Диаметр, км |
| --------- | ------------------------------------------------------- | ----------- |
| D         | 16°02′ ю. ш. 154°58′ в. д. / 16,04° ю. ш. 154,97° в. д. | 11,2        |
| K         | 17°05′ ю. ш. 154°38′ в. д. / 17,09° ю. ш. 154,64° в. д. | 20,1        |